# Kazimierz Secomski
Kazimierz Secomski (ur. 26 listopada 1910 w Kamieńsku, zm. 29 listopada 2002) – polski ekonomista, profesor zwyczajny nauk ekonomicznych, członek Polskiej Akademii Nauk, działacz państwowy, wiceprezes Rady Ministrów (1976–1980), członek Rady Państwa (1980–1989, do 1985 zastępca jej przewodniczącego), poseł na Sejm PRL VIII i IX kadencji. Budowniczy Polski Ludowej.

## Życiorys
Ukończył studia w Wyższej Szkole Handlowej w Warszawie (1931), od 1955 z tytułem prof. nadzwyczajnego, od 1960 prof. zwyczajnego nauk ekonomicznych; od 1960 członek korespondent Polskiej Akademii Nauk, od 1966 członek rzeczywisty PAN.
W latach 1938–1939 był wykładowcą w Szkole Głównej Handlowej, podczas okupacji aktywny w tajnym nauczaniu; w latach 1945–1949 dyrektor departamentu w Centralnym Urzędzie Planowania, w latach 1946–1950 zastępca profesora na Uniwersytecie Warszawskim; w 1947 pracownik naukowo-dydaktyczny Uniwersytetu Łódzkiego, w latach 1948–1981 pracownik naukowy Szkoły Głównej Planowania i Statystyki.
Podczas swojego pobytu w Łodzi w latach 40. mieszkał w domu czynszowym przy ul. Narutowicza 107, gdzie mieszkali również inni pracownicy naukowi Uniwersytetu Łódzkiego, m.in.: Mieczysław Wallis, Jan Chodorowski, Bogdan Wróblewski czy Franciszek Sadowski.
W latach 1949–1954 dyrektor departamentu w Państwowej Komisji Planowania Gospodarczego, w latach 1954–1955 dyrektor generalny w PKPG, w latach 1955–1956 zastępca przewodniczącego PKPG; w latach 1957–1968 zastępca przewodniczącego Komisji Planowania przy Radzie Ministrów. W latach 1968–1971 zastępca sekretarza naukowego Polskiej Akademii Nauk; w latach 1971–1976 pierwszy zastępca przewodniczącego Komisji Planowania przy Radzie Ministrów; w latach 1976–1980 wiceprezes Rady Ministrów; w latach 1978–1980 przewodniczący Komitetu Rady Ministrów ds. Zagospodarowania Wisły; w okresie 1980–1985 zastępca przewodniczącego, a 1985–1989 członek Rady Państwa. W latach 1980–1989 poseł na Sejm PRL VIII i IX kadencji.
W latach 1957–1962 wiceprzewodniczący Rady Ekonomicznej przy Prezesie Rady Ministrów; w latach 1986–1989 członek Rady Konsultacyjnej przy Przewodniczącym Rady Państwa Wojciechu Jaruzelskim. Uczestniczył w obradach Okrągłego Stołu jako współprzewodniczący podzespołu do spraw stowarzyszeń i samorządu terytorialnego.
Wieloletni członek Rady Naczelnej Związku Bojowników o Wolność i Demokrację. W latach 1983–1988 członek prezydium Rady Obywatelskiej Budowy Pomnika Szpitala Centrum Zdrowia Matki Polki. W latach 1986–1988 zastępca przewodniczącego Społecznego Komitetu Odnowy Starego Miasta Zamościa. W latach 80. był także członkiem Rady Naukowej Instytutu Podstawowych Problemów Marksizmu-Leninizmu.
Członek założyciel Polskiego Towarzystwa Ekonomicznego (1946), wieloletni przewodniczący Rady Naukowej PTE. Członek wielu rad i komitetów naukowych i doradczych, m.in. przewodniczący Komisji Głównej Nauk i Badań Ekonomicznych Komitetu Nauki i Techniki PAN (od 1972), zastępca przewodniczącego Komitetu Badań i Prognoz „Polska 2000” PAN, przewodniczący Komitetu Nauk Ekonomicznych PAN, przewodniczący Rządowej Rady Ludnościowej. W latach 1968–1974 był również przewodniczącym Rady Naukowej Zakładu Nauk Ekonomicznych PAN, a od 1971 przewodniczącym Rady Naukowej Zakładu Badań Statystyczno-Ekonomicznych Głównego Urzędu Statystycznego i PAN.
Od 1952 był członkiem Komitetu Redakcyjnego „Ekonomisty”, a w latach 1958–1969 zastępcą redaktora naczelnego tego pisma. Był także członkiem Rady Redakcyjnej periodyku PAN „Polska 2000” oraz zastępcą przewodniczącego Rady Naukowej Polskiego Instytutu Spraw Międzynarodowych (od 1969). Wchodził w skład Klubu Rzymskiego i Czechosłowackiej Akademii Nauk.
W okresie 1955–1980 był promotorem 41 obronionych prac doktorskich oraz opiekunem 17 rozpraw habilitacyjnych i ponad 500 prac magisterskich. Na dorobek naukowy prof. Kazimierza Secomskiego składa się przeszło 600 pozycji, w tym 30 książek i 68 prac zespołowych oraz ponad 350 artykułów (w tym 39 artykułów opublikowanych w języku angielskim, 16 w jęz. francuskim, 6 w jęz. rosyjskim i 1 w jęz. czeskim).

## Wybrane odznaczenia, nagrody i wyróżnienia
- Order Budowniczych Polski Ludowej (1974)[6]
- Order Sztandaru Pracy I klasy
- Order Sztandaru Pracy II klasy (1950)[7]
- Medal 10-lecia Polski Ludowej (1954)[8]
- Medal 30-lecia Polski Ludowej (1974)[9]
- Medal 40-lecia Polski Ludowej
- Medal „Za udział w wojnie obronnej 1939” (1981)[10]
- Złoty Medal „Za zasługi dla obronności kraju”
- Srebrny Medal „Za zasługi dla obronności kraju”
- Brązowy Medal „Za zasługi dla obronności kraju”
- Złoty Medal „Opiekun Miejsc Pamięci Narodowej” (1987)[11]
- Złota odznaka honorowa „Za Zasługi dla Warszawy” (1960)[12]
- Złota odznaka „Za pracę społeczną dla miasta Krakowa” (1969)[13]
- Odznaka „Zasłużonemu Opolszczyźnie” (1973)[14]
- Złota odznaka „Zasłużonemu w rozwoju województwa katowickiego” (1978)[15]
- Odznaka „Budowniczy Nowej Huty” (1959)[16]
- Specjalny medal pamiątkowy miasta Krakowa (1985, nadany przez prezydium Społecznego Komitetu Odnowy Zabytków Krakowa)[17]
- Medal pamiątkowy miasta Skopje za pomoc przy odbudowie miasta (1967)[18]
- doktorat honoris causa Uniwersytetu Warszawskiego (1975)[19]
- doktorat honoris causa Akademii Ekonomicznej w Poznaniu (1970)
- doktorat honoris causa Akademii Ekonomicznej w Krakowie (1984)
- Honorowy Obywatel Nysy (1960)[20]
- Tytuł Honorowy Obywatel Miasta Kamieńska
- Nagroda państwowa I stopnia (1974) i II stopnia (1970)
- Nagroda im. Oskara Langego I stopnia (1979)
- wiele innych odznaczeń i wyróżnień

## Życie prywatne
Żonaty z polonistką i teatrolożką Henryką z domu Kosiczak. Ojciec znawczyni dawnego malarstwa Krystyny Secomskiej.

## Wybrane publikacje
Autor wielu publikacji z dziedziny polityki społeczno-ekonomicznej, planowania i inwestycji, m.in.
- Podstawy planowania perspektywicznego (1966)
- Elementy polityki ekonomicznej (1970)
- Czynniki społeczne we współczesnym rozwoju gospodarczym, tom 179 serii wydawniczej Omega (1970)
- Polityka społeczno-ekonomiczna. Zarys teorii (1977)
- Ekonomika regionalna (1982)
- Teoria regionalnego rozwoju i planowania (1987)

## Źródła
- Kto jest kim w Polsce 1989, Warszawa 1989, s. 1157
- Kazimierz Secomski: nauka, praca, działalność: w 90-lecie urodzin, Polskie Towarzystwo Ekonomiczne, Dom Wydawniczy Elipsa, Warszawa 2000
- Profil na stronie Biblioteki Sejmowej